# Gentiana burseri
Espèce
Classification phylogénétique
La gentiane de Burser (Gentiana burseri Lapeyr., 1813) est une espèce végétale de la famille des gentianacées. C'est une plante de montagne se trouvant dans les Pyrénées et les Alpes. 2 sous-espèces ont été identifiées : Gentiana burseri subsp. burseri dénommée aussi gentiane de Burser, endémique des Pyrénées, et Gentiana burseri subsp. villarsii (Griseb.) Rouy dénommée gentiane de Villars, endémique des Alpes.

## Description

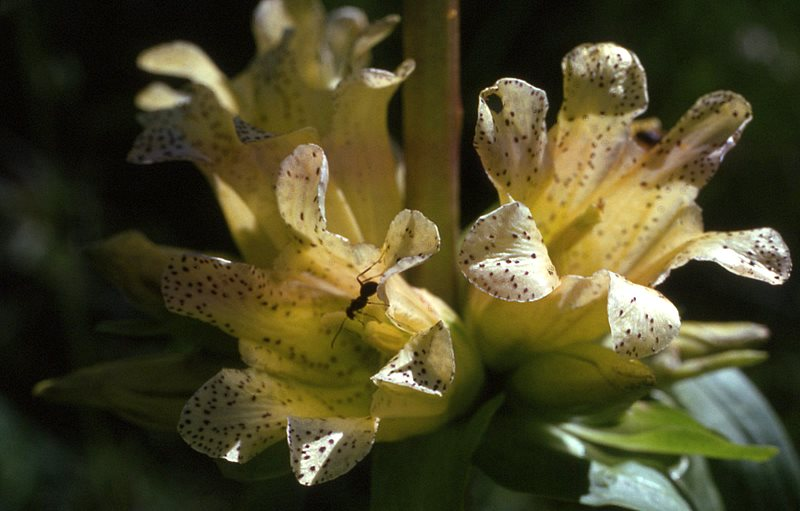
Fleurs de la sous-espèce villarsii

Description d'Hippolyte Coste (1858 - 1924), : « Plante vivace de 30-60 cm., glabre, à racine épaisse ; tige robuste, cylindrique, creuse, simple, dressée ; feuilles amples, ovales, à 5-7 nervures convergentes, les radicales pétiolées, les autres  sessiles et embrassantes ; fleurs jaunes souvent ponctuées de brun, sessiles, en fascicules denses axillaires et terminaux, occupant le sommet de la tige ; calice membraneux, fendu d'un côté en forme de spathe ; corolle en cloche obconique, plissée à la gorge, à 6 lobes ovales-oblongs, aigus, trois fois plus courts que le tube ; anthères soudées en tube. »
Répartition : pâturages et bois des hautes montagnes dans les Alpes et les Pyrénées.

## Sous-espèces

### Gentiana burserisubsp.burseri

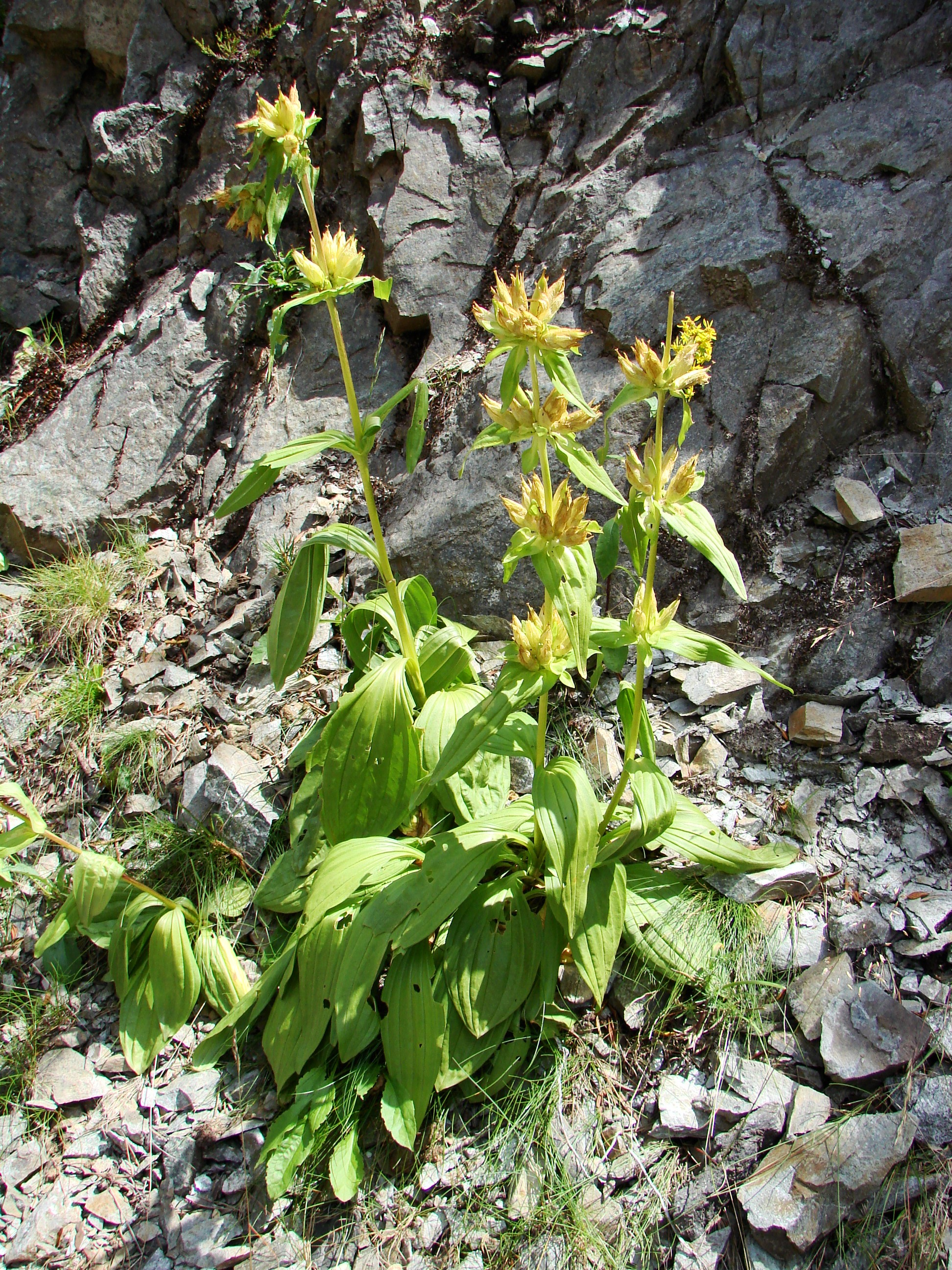
sous-espèce burseri en fin de floraison

Aussi appelée gentiane de Burser, elle est endémique des Pyrénées.
Caractéristiques :
Organes reproducteurs :
- Type d'inflorescence : fleur solitaire terminale
- Répartition des sexes : hermaphrodite
- Type de pollinisation : entomogame
- Période de floraison : juillet-août
- Couleur dominante des fleurs : jaune tacheté marron

Graine :
- Type de fruit : capsule
- Mode de dissémination : barochore

Habitat et répartition :
- Habitat type: mégaphorbiaies subalpines à montagnardes, mésohydriques oligotrophiles, acidophiles, occidentales
- Aire de répartition : orophyte pyrénéen.

### Gentiana burserisubsp.villarsii(Griseb.) Rouy
Appelée Gentiane de Villars, elle est endémique des Alpes. Caractéristiques :
Organes reproducteurs :
- Type d'inflorescence : fleur solitaire terminale
- Répartition des sexes : hermaphrodite
- Type de pollinisation : entomogame
- Période de floraison : ?
- Couleur dominante des fleurs : jaune

Graine :
- Type de fruit : capsule
- Mode de dissémination : barochore

Habitat et répartition :
- Habitat type:
- Aire de répartition : orophyte alpin[4].